# Bodo Illgner
Bodo Illgner (* 7. duben 1967 Koblenz) je bývalý německý fotbalista, brankář, který reprezentoval někdejší Německou spolkovou republiku i sjednocené Německo.
S německou reprezentací se stal mistrem světa na šampionátu v Itálii roku 1990, získal stříbrnou medaili na mistrovství Evropy roku 1992 a bronzovou na mistrovství Evropy roku 1988 (zde ovšem jako náhradník Eike Immela do bojů nezasáhl). Zúčastnil se i světového šampionátu 1994. Celkem za národní tým odehrál 54 utkání.
S Realem Madrid dvakrát vyhrál Ligu mistrů (1997/98, 1999/00) a roku 1998 Interkontinentální pohár. Dvakrát se s ním stal i mistrem Španělska (1996/97, 2000/01).